# Nanophyetus salmincola
Espèce
Synonymes
- Troglotrema salmincola
- Nanophyetus schikhobalowi (forme russe)

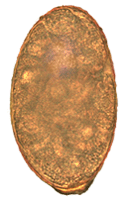
Œuf de Nanophyetus salmincola

Nanophyetus salmincola est une espèce parasite de trématodes intestinaux d'origine alimentaire répandu sur la côte du Nord-Ouest Pacifique. C'est peut-être le trématode le plus commun endémique aux États-Unis.
Il peut infecter le coyote avec la maladie de l'empoisonnement du saumon, dont le taux de mortalité est de 90 %.